# Сукуев, Виталий Владимирович
Виталий Владимирович Сукуев (6 июня 1979, Нижний Бургалтай, Бурятская АССР — 28 сентября 2022, Херсонская область, Украина) — российский офицер, гвардии  полковник. Герой Российской Федерации (2022, посмертно).

## Биография
В 1994 году окончил Нижнебургалтайскую школу, после чего поступил в Бурятский аграрный колледж в Улан-Удэ. Во время учёбы был призван в ВС РФ, служил в Забайкальском военном округе. После окончания срочной службы в 1999 году подписал контракт. В 2004 году окончил Омский танковый инженерный институт по специальности «техническое обеспечение подразделений и воинских частей», после чего был назначен командиром взвода роты обслуживания и ремонта 769-й центральной базы резерва танков Сибирского военного округа. С 2006 года — командир своей роты, с 2007 года — начальник отдела хранения своей базы. С 2008 года — командир разведывательного взвода, затем — разведывательной роты 1198-го отдельного разведывательного батальона (горного) 33-й отдельной мотострелковой бригады. В мае — октябре 2009 года командир разведывательной роты (горной) разведывательного батальона (горного) 33-й отдельной разведывательной бригады.
В 2010—2011 годах — начальник штаба и заместитель командира своего батальона. В 2011—2013 годах — начальник штаба и заместитель командира разведывательного батальона (горного) 33-й отдельной мотострелковой бригады (горной). В 2015—2016 годах — старший офицер 4-го Управления (резервных формирований мотострелковых войск) 12-го командования резерва. В 2016—2017 годах — командир разведывательного батальона 11-й отдельной десантно-штурмовой бригады, с 2017 года — 162-го разведывательного батальона 7-й десантно-штурмовой дивизии.
По данным разведки Украины, Сукуев осенью 2014-го — зимой 2015 года участвовал в войне на Донбассе и командовал батальоном в структуре «Народной милиции ДНР». Был фигурантом базы данных центра «Миротворец» как лицо, представляющее угрозу национальной безопасности и международному правопорядку.
В 2020 году принимал участие в Военной операции в Сирии, с 24 февраля 2022 года — во вторжении на Украину. С апреля 2022 года — командир 108-го гвардейского десантно-штурмового полка. Погиб от взрыва противотанковой мины на Херсонском направлении. 5 октября был похоронен в родном селе.

## Награды
- Медаль «За отличие в военной службе» 3-й и 2-й степени (15 лет)
- Медаль Суворова (2015)
- Орден Мужества — награждён дважды (2016, 2022).
- Медаль «За отвагу» (2020)
- Звание «Герой Российской Федерации» (14 ноября 2022 г., посмертно) — «за мужество и героизм, проявленные во время исполнения воинского долга». Раньше неоднократно был представлен в звание[2].